# Suhona
Suhona (rus. Су́хона) je rijeka u europskom dijelu Rusije, pritok Sjeverne Dvine. Suhona teče kroz Ust-Kubinski, Sokolski, Meždurečenski, Totemski, Tarnogski, Njuksenski i Velikoustjugski rajon Vologodske oblasti u Rusiji. Duga je 558 km, s površinom porječja od 50300 km2. Sutokom s Jugom kod grada Velikog Ustjuga, tvori Sjevernu Dvinu, jednu od najvećih rijeka europske Rusije.
Najveći pritoci Suhone su Vologda (desni), Leža (desni), Pelšma (lijevi), Dvinica (lijevi), Tolšma (desni), Carjova (lijevi), Uftjuga (lijevi) i Gorodišna (desni).
Gradovi Sokol, Totma i Veliki Ustjug, kao i sela i okružni centri Šujskoje i Njuksenica, nalaze se na obalama Suhone.

## Etimologija
Prema etimološkom rječniku Maxa Vasmera, naziv rijeke potječe iz ruskog jezika i najvjerojatnije znači "rijeka sa suhim (tvrdim) dnom".

## Porječje i tok rijeke
Porječje rijeke Suhone obuhvaća prostrana područja u središnjem i istočnom dijelu Vologodske oblasti, na jugu Arhangelske oblasti i na sjeveru Kostromske oblasti. Konkretno, grad Vologda nalazi se u porječju rijeke Suhone. Porječje također uključuje jezero Kubenskoje, jedno od najvećih jezera Vologodske oblasti. Porječje rijeke omeđeon je s juga zapadnim dijelom Sjevernog grebena, koji razdvaja porječja Suhone i Kostrome. Sa sjevera, porječje rijeke Suhone omeđeno je u zapadnom dijelu Harovskim grebenom koji ga odvaja od porječja rijeke Vage.
Izvor Suhone nalazi se u jugoistočnom dijelu jezera Kubenskoje. Suhona teče u smjeru jugoistoka, prihvaća Vologdu i Ležu s desne strane i skreće prema sjeveroistoku. Većina riječnog toka teče preko brdovitog krajolika s visokim obalama. Suhona se smrzava krajem listopada - studenog i ostaje pod ledom do kraja travnja - početka svibnja.

## Navigacija i kanali
Suhona je plovna, ali na njoj nema putničke plovidbe osim prijelaza trajektom. Donji tok Kubene i Kubensko jezero su također plovni. Sjeverni dio jezera Kubenskoje, koji pripada porječju Suhone, povezan je Sjeverno-Dvinskim kanalom s gradom Kirillovom i Šeksnom, povezujući tako slivove Bijelog mora i Volge. U 19. stoljeću kanal i jezero Kubenskoje bili su glavni plovni put koji je povezivao Volgu s Bijelim morem. Međutim, 1930-ih godina izgrađen je Bijelomorsko-Baltički kanal, a Sjeverno-Dvinski kanal izgubio je na značaju. Kanal je još uvijek u funkciji, opslužuje teretni promet i povremene kruzere, koji zatim nastavljaju prema jezeru Kubenskoje.

## Povijest
Područje su naseljavali Finski narodi, a zatim ga je kolonizirala Novgorodska Republika, s izuzetkom Velikog Ustjuga, koji je bio dio Vladimirsko-Suzdaljske kneževine. Totma se prvi put spominje u kronikama 1137., a Veliki Ustjug 1207. U 13. stoljeću novgorodski trgovci već su stigli do Bijelog mora. Područje je u početku bilo privlačno zbog trgovine krznom. Glavni plovni put iz Novgoroda u Sjevernu Dvinu bio je duž Volge i njezine pritoke, Šeksne, duž Slavjanke do Nikoljskog jezera, zatim su brodovi kopnom prevoženi do Blagoveščenskog jezera, odatle nizvodno duž Porozovice do Kubenskog jezera i dalje do Suhone i Sjeverne Dvine.
Do 18. stoljeća Arhangelsk je bio glavna trgovačka luka za pomorsku trgovinu Rusije i zapadne Europe, a Suhona se nalazila na glavnoj trgovačkoj ruti koja je povezivala središnju Rusiju s Arhangelskom. Petar Veliki drastično je promijenio situaciju osnivanjem Sankt Peterburga 1703. godine, čime je otvorio put trgovini Baltičkim morem, te izgradnjom ceste između Sankt Peterburga i Arhangelska preko Kargopolja. Rijeka je brzo izgubila ulogu vodeće trgovačke rute, što je ubrzano izgradnjom željeznice između Vologde i Arhangelska između 1894. i 1897. godine.

## Vanjske poveznice
|  | Zajednički poslužitelj ima još gradiva o temi Suhona |